# Bún thang

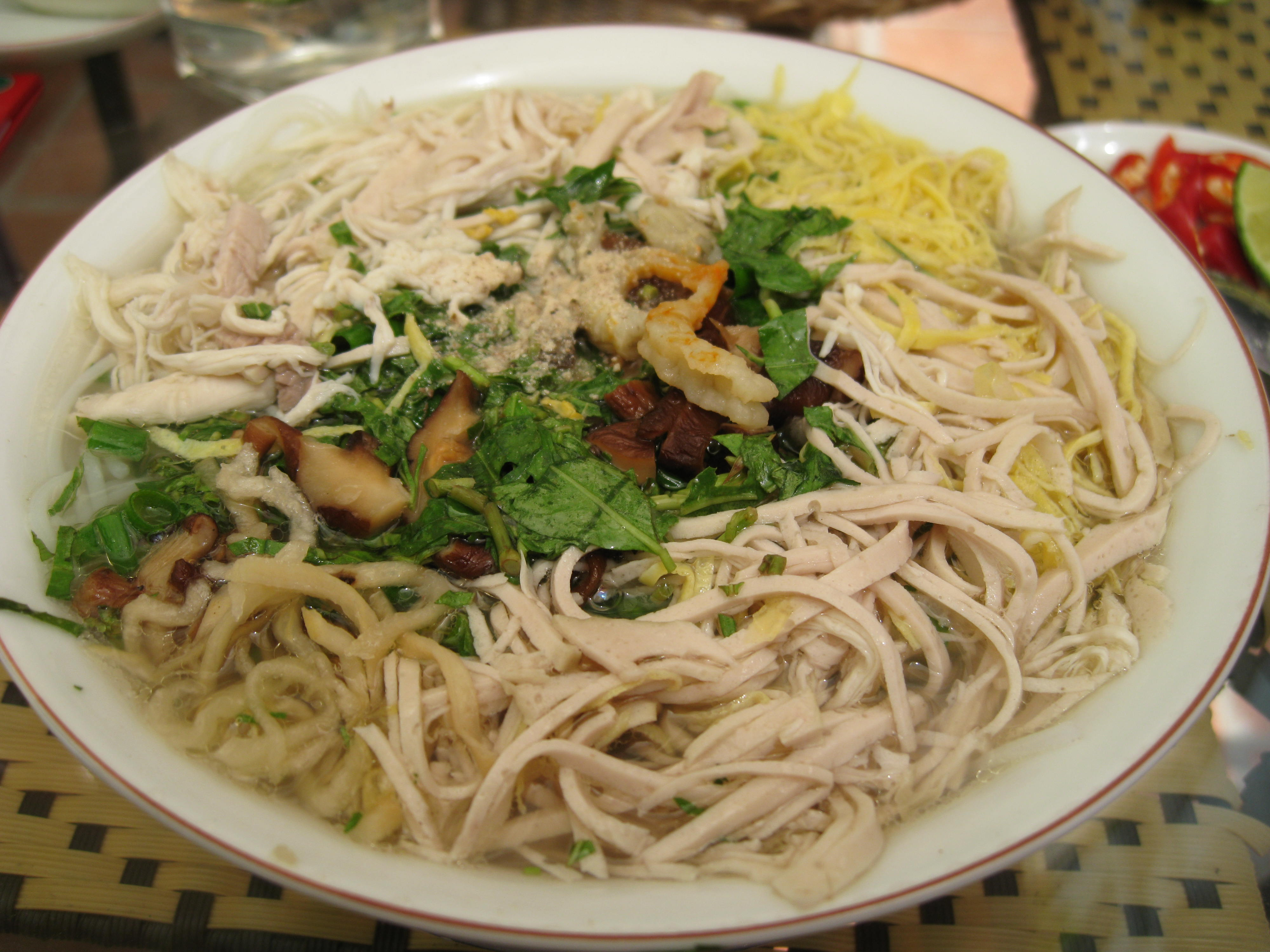
Một bát bún thang

Bún thang là một đặc sản ẩm thực của người Hà Nội.

## Cách làm
Làm bún thang là một quá trình cầu kỳ, từ phần chuẩn bị đến nấu. Ước tính phải cần đến 20 nguyên liệu mới đủ để làm bún thang.
Rau răm, mùi tàu, trứng gà rán mỏng, lườn gà xé, giò lụa thái sợi rải đều trên nền bún trắng. Bún phải là loại bún sợi nhỏ. Trên rắc ruốc tôm.
Nước dùng phải là loại nước trong, nóng chan vừa bát. Ăn bún thang có thể kèm gia vị như giấm, ớt, tỏi, hạt tiêu hoặc thêm chút mắm tôm. Để có nồi nước dùng ngon cũng là một sự tổng hợp có chọn lọc từ xương gà và mực khô (để ngọt nước).
Sẽ vô cùng thiếu sót nếu viết về bún thang Hà Nội mà không nhắc đến phần đặc biệt nhất của nó: tinh dầu cà cuống. Chỉ cần một chút đầu tăm điểm vào bát bún thang sẽ dậy mùi thơm đặc biệt. Tiếc là hiện nay cà cuống đã không còn nhiều nữa, người ta đã dùng hóa chất để thay thế song mùi thơm hơi hắc hơn.
Một bát bún thang đầy đủ sẽ không thể thiếu củ cải ngâm, hay còn được biết dưới cái tên gốc Tàu là ca-la-thầu.
Một dị bản của bún thang là bún thang khô: nước dùng không chan cùng bát mà chỉ tráng qua bún cho nóng. Vẫn đầy đủ các vị kể trên song không húp như khi ăn bún nước.